# Тагадзё
Тагадзё (яп. 多賀城市 Тагадзё:-си) — город в Японии, находящийся в префектуре Мияги. Площадь города составляет 19,65 км², население — 62 459 человек (31 июля 2014), плотность населения — 3178,58 чел./км².

## Географическое положение
Город расположен на острове Хонсю в префектуре Мияги региона Тохоку. С ним граничат города Сендай, Сиогама и посёлки Рифу, Ситигахама.

## Население
Население города составляет 62 459 человек (31 июля 2014), а плотность — 3178,58 чел./км². Изменение численности населения с 1980 по 2005 годы:
| 1980 | 50 785 чел. |  |
| 1985 | 54 436 чел. |  |
| 1990 | 58 456 чел. |  |
| 1995 | 60 625 чел. |  |
| 2000 | 61 457 чел. |  |
| 2005 | 62 745 чел. |  |

## Символика
Деревом города считается камелия сасанква, цветком — Iris sanguinea.

## Города-побратимы
- Дадзайфу, Япония (2005)
- Тендо, Япония (2006)
- Нара, Япония (2010)